# Proteste in Polonia del 1970
Gli scioperi polacchi del 1970 (in polacco Grudzień 1970) avvennero nelle regioni settentrionali della Repubblica Popolare di Polonia in seguito ad un improvviso aumento dei prezzi del cibo e di altri beni di consumo. I moti furono repressi dall'Armata popolare polacca e dalla milizia cittadina, provocando 42 morti e più di 1 000 feriti.

## Contesto
Nel dicembre del 1970, il governo di Władysław Gomułka annunciò improvvisamente un massiccio aumento dei prezzi per gli alimenti di base, soprattutto latticini, in seguito ad uno scarso raccolto avvenuto nel corso di quell'anno. L'aumento dei prezzi si rivelò un duro colpo per i cittadini comuni, specialmente nelle città più grandi.

## Eventi
Le proteste contro l'aumento dei prezzi scoppiarono nelle città di Danzica, Gdynia, Elbląg, e Stettino. Il regime iniziò a temere l'inizio di un'ondata di sabotaggi, ipoteticamente istigata dalla polizia segreta che voleva legittimare una risposta severa contro i manifestanti.
I soldati a Gdynia ebbero l'ordine di fermare a ogni costo le proteste e il 17 dicembre fecero fuoco su una folla di lavoratori, causando centinaia di morti e feriti. Il moto di protesta si diffuse in altre città della Polonia, dove avvennero scioperi e occupazioni. Il governo mobilitò 5000 membri delle squadre speciali di polizia e 27000 soldati equipaggiati con carri pesanti e mitragliatori. Secondo le testimonianze attuali, più di 1000 persone furono ferite, circa 40 persero la vita (altre fonti stimano 39 o 44 morti, sebbene il numero esatto rimane ancora ignoto) e 3000 vennero arrestate. Tuttavia, all'epoca il governo riportò soltanto 6 morti. Coloro che persero la vita furono sepolti nella notte, con la sola presenza dei parenti delle vittime per evitare la diffusione della rivolta.

## Risoluzione
La leadership del Partito Operaio Unificato Polacco (PZPR) si riunì a Varsavia e decise che una rivolta della classe lavoratrice in ampia scala sarebbe diventata inevitabile se non si fossero presi dei provvedimenti drastici. Con il consenso del Partito Comunista dell'Unione Sovietica di Brežnev, Gomułka, il braccio destro Zenon Kliszko e altri dirigenti polacchi furono costretti alle dimissioni. Dato che l'Unione Sovietica non avrebbe accettato Mieczysław Moczar, Edward Gierek fu designato come nuovo segretario del PZPR. I prezzi cominciarono ad abbassarsi e furono annunciati degli aumenti dei salari oltre a degli importanti cambiamenti politici ed economici. Gierek andò a Danzica per incontrare gli operai e chiese perdono per gli errori del passato, promettendo un rinnovamento politico e soprattutto di governare per il popolo essendo stato lui stesso un operaio.

## Impatto
Nonostante le richieste dei manifestanti fossero prevalentemente socioeconomiche e non politiche, le rivolte represse avevano rinvigorito l'attività politica dormiente della società polacca. Non di meno, gli operai dalla costa non dissuasero il governo in maniera definitiva dall'aumentare i prezzi del cibo, obiettivo che venne raggiunto qualche settimana dopo con le proteste di Łódź del 1971.

## Monumenti

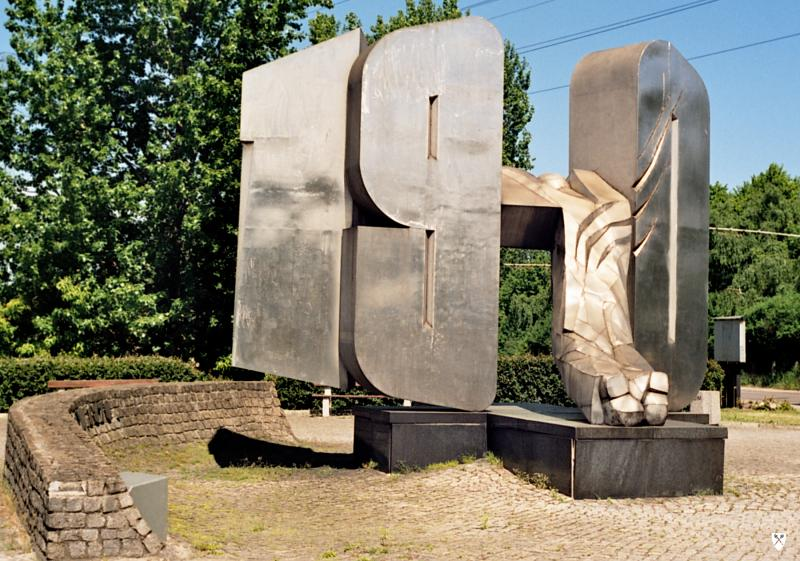
Monumento alle vittime del dicembre 1970 a Gdynia.
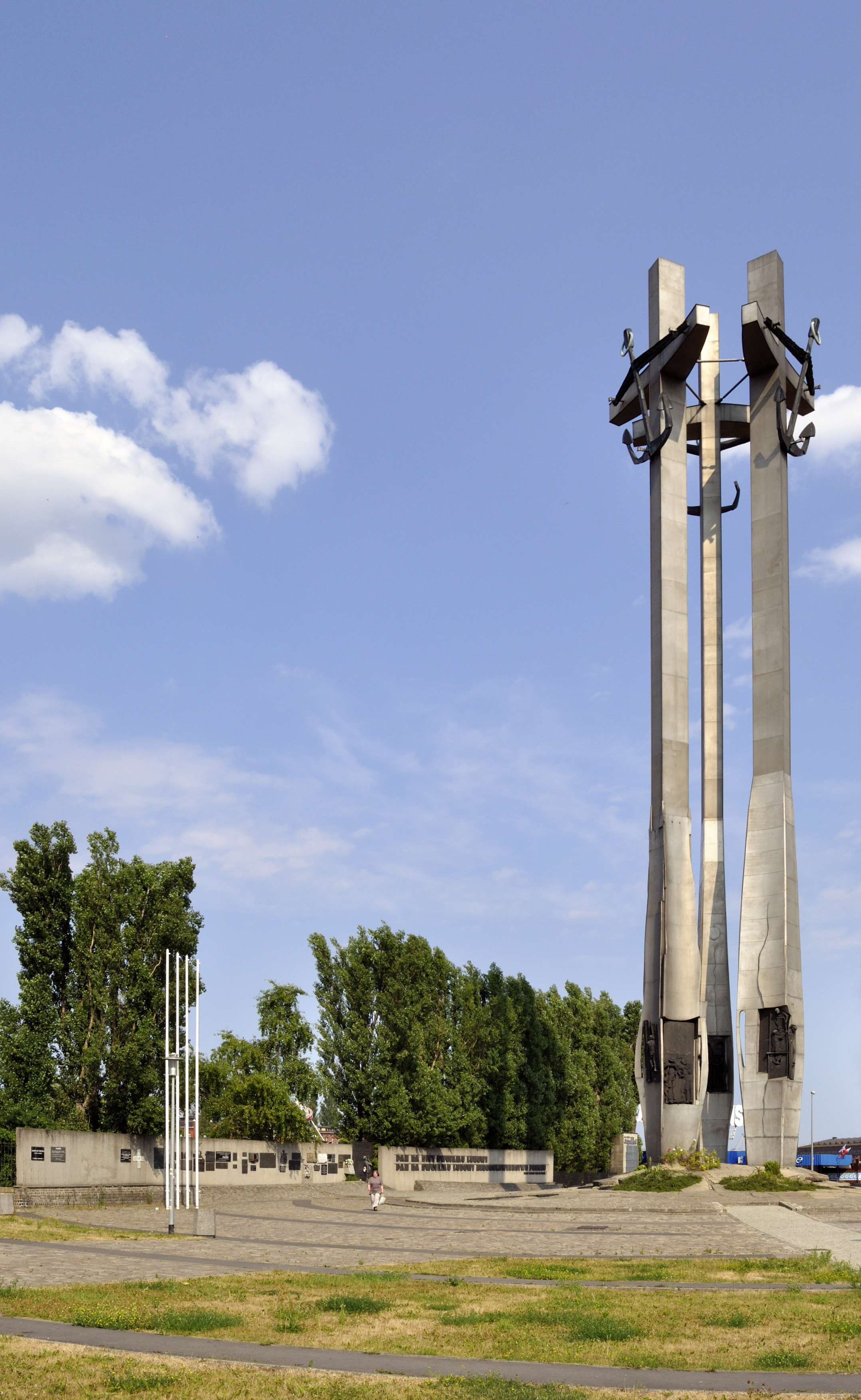
Monumento agli operai del cantiere navale caduti nel 1970 a Danzica.
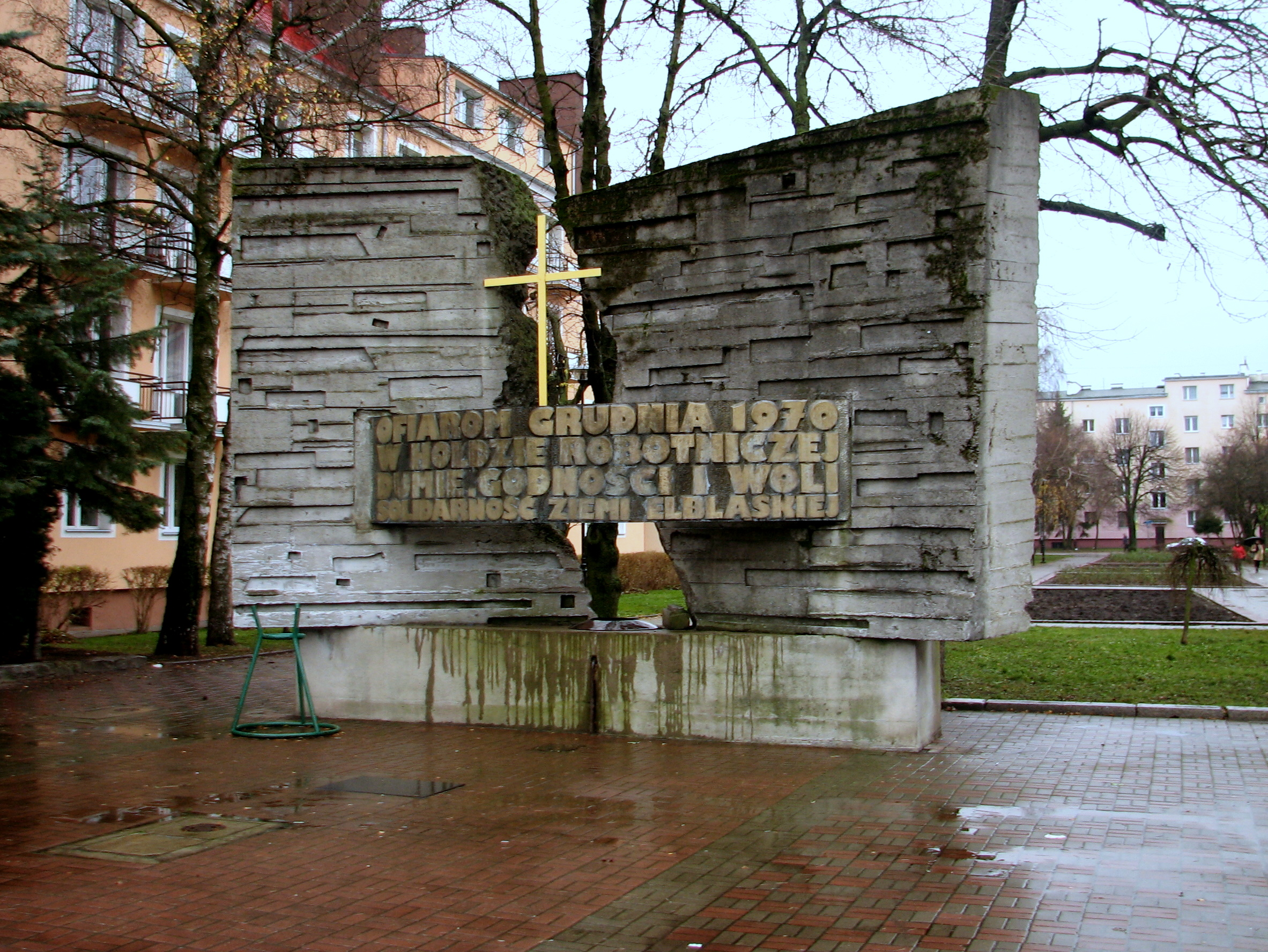
Monumento alle vittime dei massacri durante le proteste polacche del 1970 a Elbląg.